# هوجن جري
هوجن جري (بالإنجليزية: Hughan Gray)‏ هو لاعب كرة قدم جامايكي ، مواليد 25 مارس 1987 م، يلعب في نادي ووتر هاوس بجامايكا ، ومثل منتخب جامايكا لكرة القدم في بطولة كوبا أمريكا 2015 التي أقيمت في تشيلي .

## روابط خارجية
- هوجن جري على موقع قاعدة بيانات كرة القدم.إي يو (الإنجليزية)
- هوجن جري على موقع ناشيونال فوتبول تيمز (الإنجليزية)
- هوجن جري على موقع Soccerway.com (الإنجليزية)
- هوجن جري على موقع عالم كرة القدم.نت (الإنجليزية)
- هوجن جري على موقع كووورة
- هوجن جري على موقع AS.com (الإسبانية)